# Glockenpalast

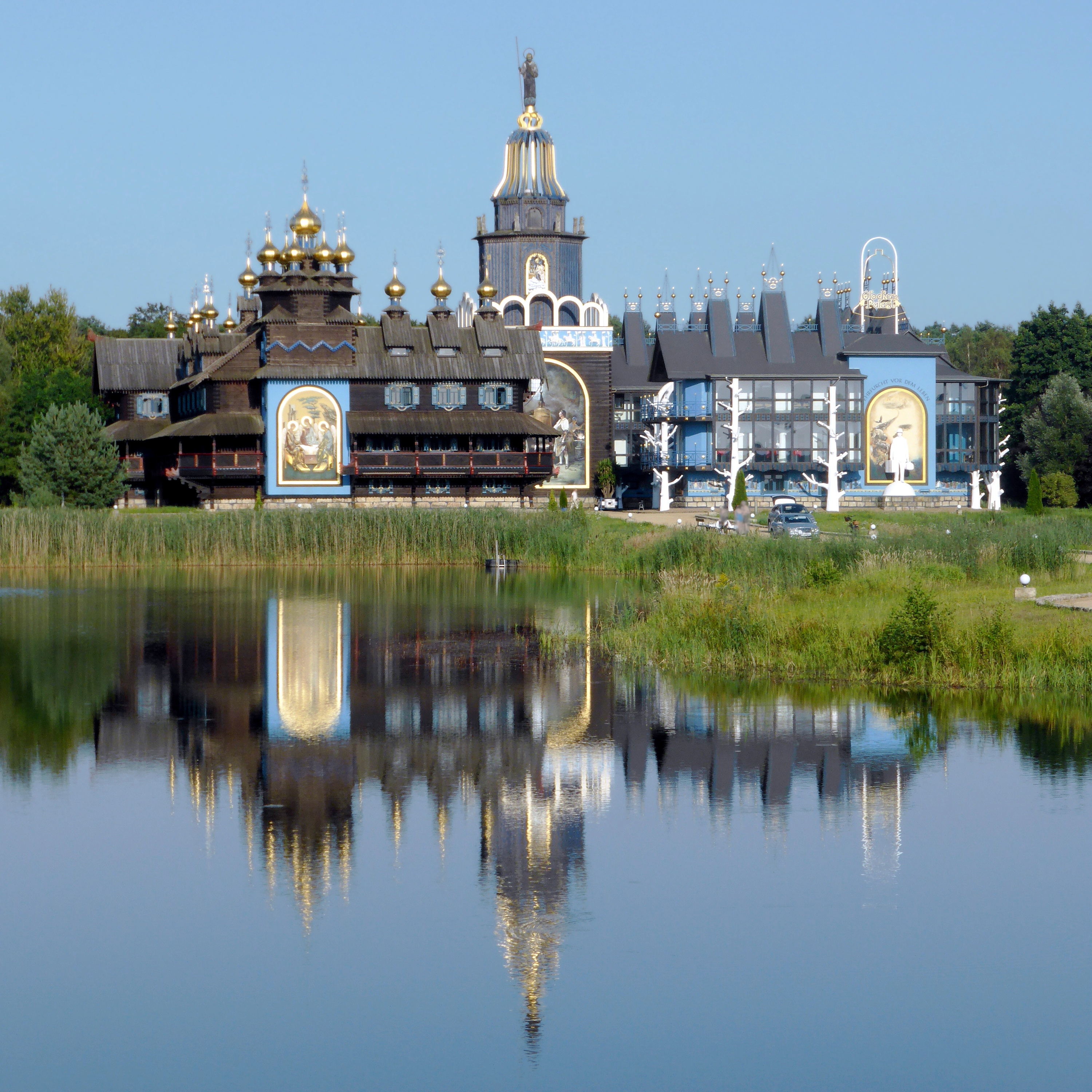
Der Glockenpalast des Kulturinstituts Die Brücke

Der Glockenpalast ist ein ausgedehnter Gebäudekomplex  in Gifhorn in Niedersachsen, der ab 1996 im altrussischen Baustil errichtet wurde. Der Bau ging vom  Kulturinstitut Die Brücke aus,  das Horst Wrobel als Gründer und langjähriger Leiter des benachbarten Mühlenmuseums Gifhorn 1993 initiiert hatte. Im Glockenpalast als sponsorenfinanzierte Einrichtung sollten russische Kunsthandwerker praktisch ausgebildet werden. Aufgrund langer Bauzeit und Finanzmangels wurde er erst 2013 in Betrieb genommen und stand ab 2019 zum Verkauf. 2022 erwarb die Stadt Gifhorn den Gebäudekomplex gemeinsam mit dem Mühlenmuseum.

## Entstehung
Träger des Kulturinstituts war der gemeinnützige Verein Europäisches Institut zur Förderung des russischen sowie internationalen Kunsthandwerks e.V. Initiiert wurde er 1993 von Horst Wrobel. Eine Inbetriebnahme scheiterte lange an Finanzmangel, weil unter anderem staatlicherseits keine Mittel zur Verfügung gestellt wurden.

## Bauwerk

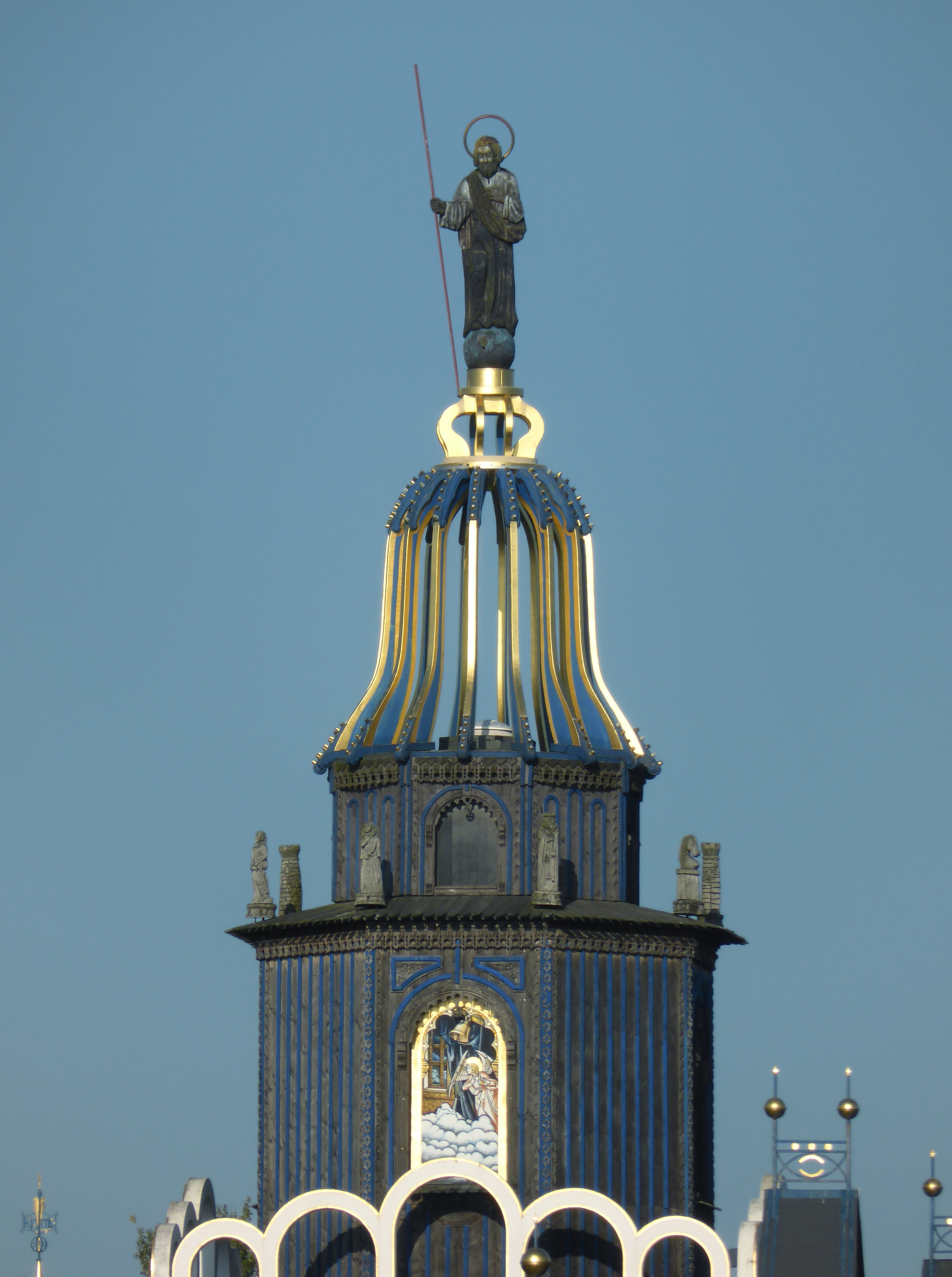
Die Turmspitze des Glockenpalasts mit einer Figur des heiligen Josef

Im September 1996 legte Michail Gorbatschow den Grundstein des Gebäudekomplexes und übernahm die Schirmherrschaft. Das Bauwerk mit einem Innenhof ist quadratisch angeordnet und verfügt über drei Stockwerke. Seine Türme, Kuppeln und die umlaufende Galerie mit Schnitzereien und Verzierungen stehen in der Tradition der russischen Holzbaukunst. Der Bau ist der Art eines orthodoxen Klosters nachempfunden. Die 50 goldenen Kuppeln auf dem Gebäude stehen für 50 Jahre Frieden in Deutschland. Im Zentrum der Anlage steht eine große Gebäudehalle mit meterhohen Rundbogenfenstern, die als Glockengießersaal angelegt ist. Auf dem Dach darüber befindet sich eine Nachbildung der schwersten Glocke der Welt, der Zarenglocke von 1730. Das Original befindet sich heute auf dem Moskauer Kreml. Über der Glocke thront in 20 Metern Höhe die überlebensgroße Plastik des heiligen Josef, des Schutzpatrons der Handwerker.
Der Gebäudekomplex erhielt im November 2007 den Namen „Glockenpalast“.

## Nutzung
Am 9. November 2007 wurde das Kulturinstitut 11 Jahre nach Baubeginn offiziell eröffnet. Im Anschluss an die Eröffnung wurde die neben dem Gebäude aufgehängte Freiheitsglocke eingeweiht, die an den Mauerfall 1989 erinnern soll. Als Gebäudenutzung waren in der Folgezeit Ausstellungen internationaler Künstler vorgesehen.
Ursprünglich war geplant, dass nach Inbetriebnahme des Kulturinstituts jährlich 40 kunsthandwerklich talentierte Menschen aus Russland zu Kunsthandwerkern ausgebildet werden sollten. Diese Pläne verzögerten sich durch die lange Bauzeit des Glockenpalastes und die über Jahre ungewisse Situation der Einrichtung. Hier sollten die auszubildenden Kunsthandwerker in den Bereichen Kunstschmiede, Glockengießerei, Kunstdruckerei, Altarbau, Mosaikherstellung und Ikonenmalerei unterrichtet werden. Während der Ausbildung sollten sich Angehörige verschiedener Völker durch gemeinsames künstlerisches Schaffen kennenlernen. Auf diese Weise sollte eine Brücke zwischen den Völkern Europas entstehen. Nach einjährigem Aufenthalt in Gifhorn sollten die Kunsthandwerker nach Russland zurückkehren und dort Betriebe gründen.

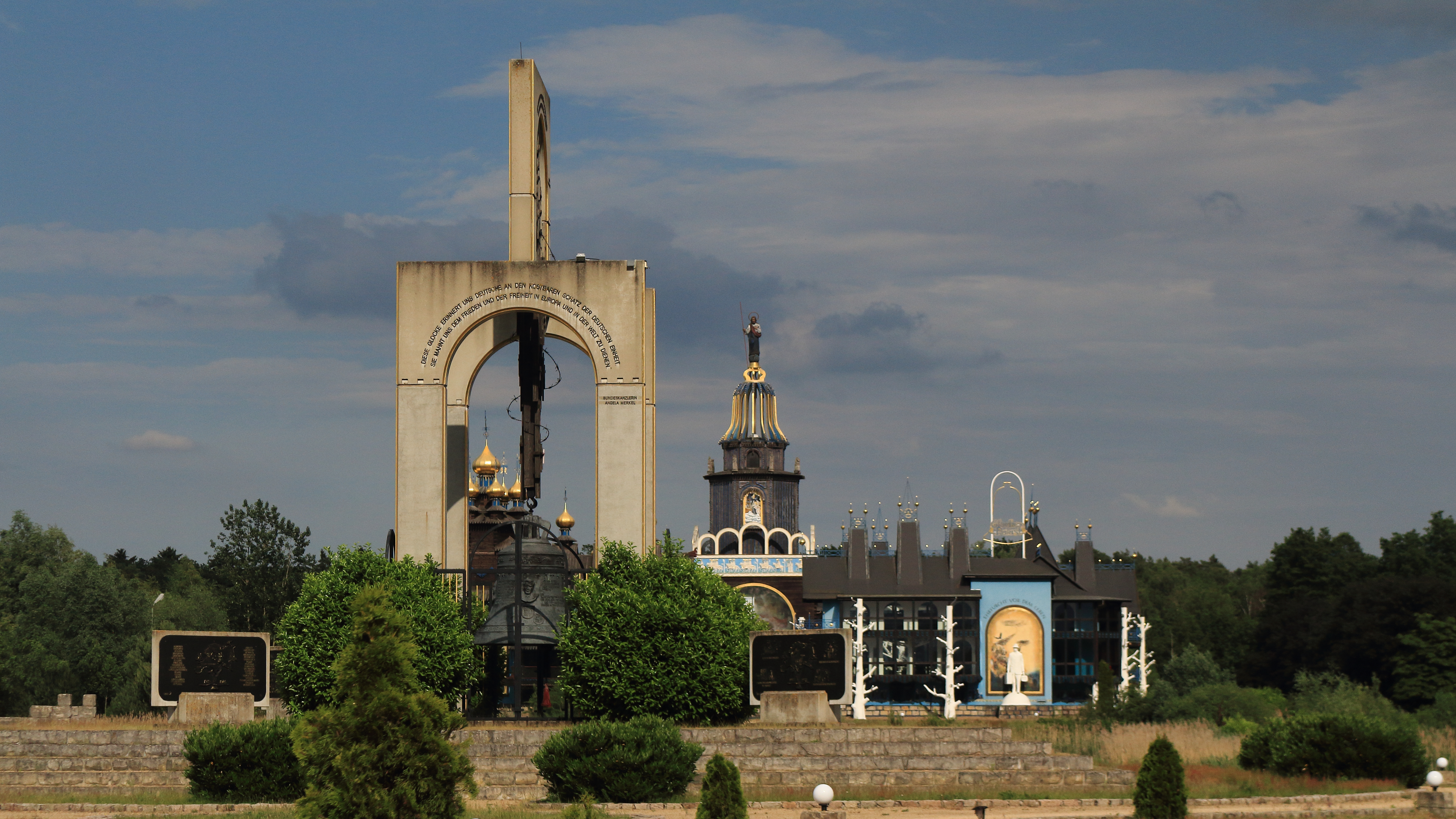
Denkmal Europäische Freiheitsglocke auf dem Gelände

Seit der Inbetriebnahme am 8. Mai 2013 firmierte der Glockenpalast als Europäisches Kunsthandwerkerinstitut, in dem Künstler aus Osteuropa in acht Ateliers arbeiten konnten. Für Besucher, die das Gebäude besichtigen oder den Künstlern bei ihrer Arbeit zuschauen wollen, wurde Eintritt erhoben. 2019 stand das Gebäude für 4,8 Millionen Euro zum Verkauf. Zu einem Gesamtpreis von 2,6 Millionen Euro ging durch den Verkauf des benachbarten Mühlen-Museums 2022 auch der Gebäudekomplex des „Glockenpalastes“ an die Stadt Gifhorn über. Am 28. März 2023 wurde darin ein Motorrad-Museum eröffnet.